# Trung tâm tài chính

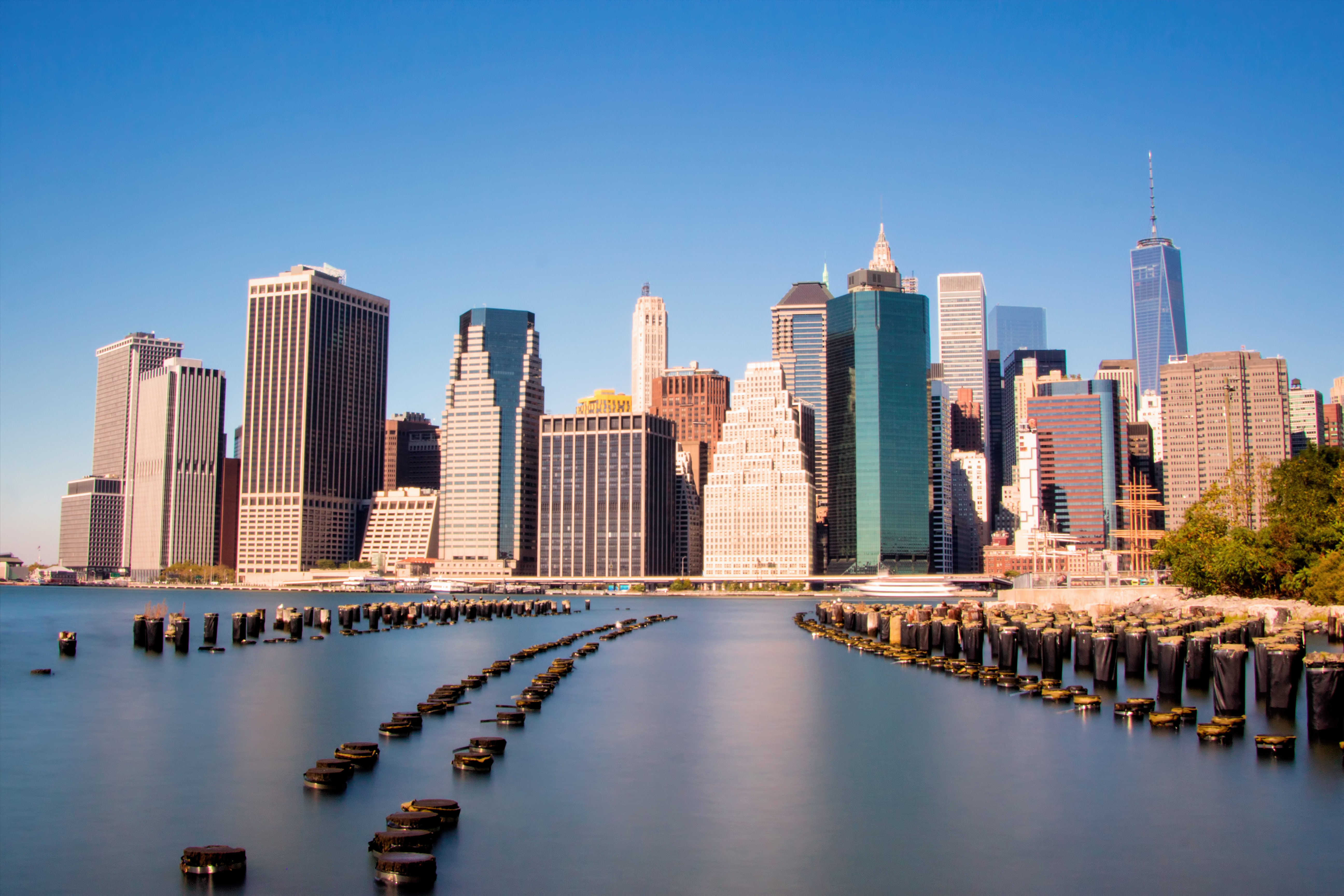
Khu tài chính của thành phố New York ở Lower Manhattan, bao gồm Phố Wall. New York được xếp hạng là một trong những Trung tâm tài chính quốc tế lớn nhất ("IFC") trên thế giới.

Trung tâm tài chính được IMF định nghĩa là bao gồm:  Trung tâm tài chính quốc tế (IFC), như Thành phố New York, London và Tokyo; Trung tâm tài chính khu vực (RFC), như Frankfurt, Chicago và Sydney; và Trung tâm tài chính nước ngoài (OFC), như Quần đảo Cayman, Dublin và Singapore. 

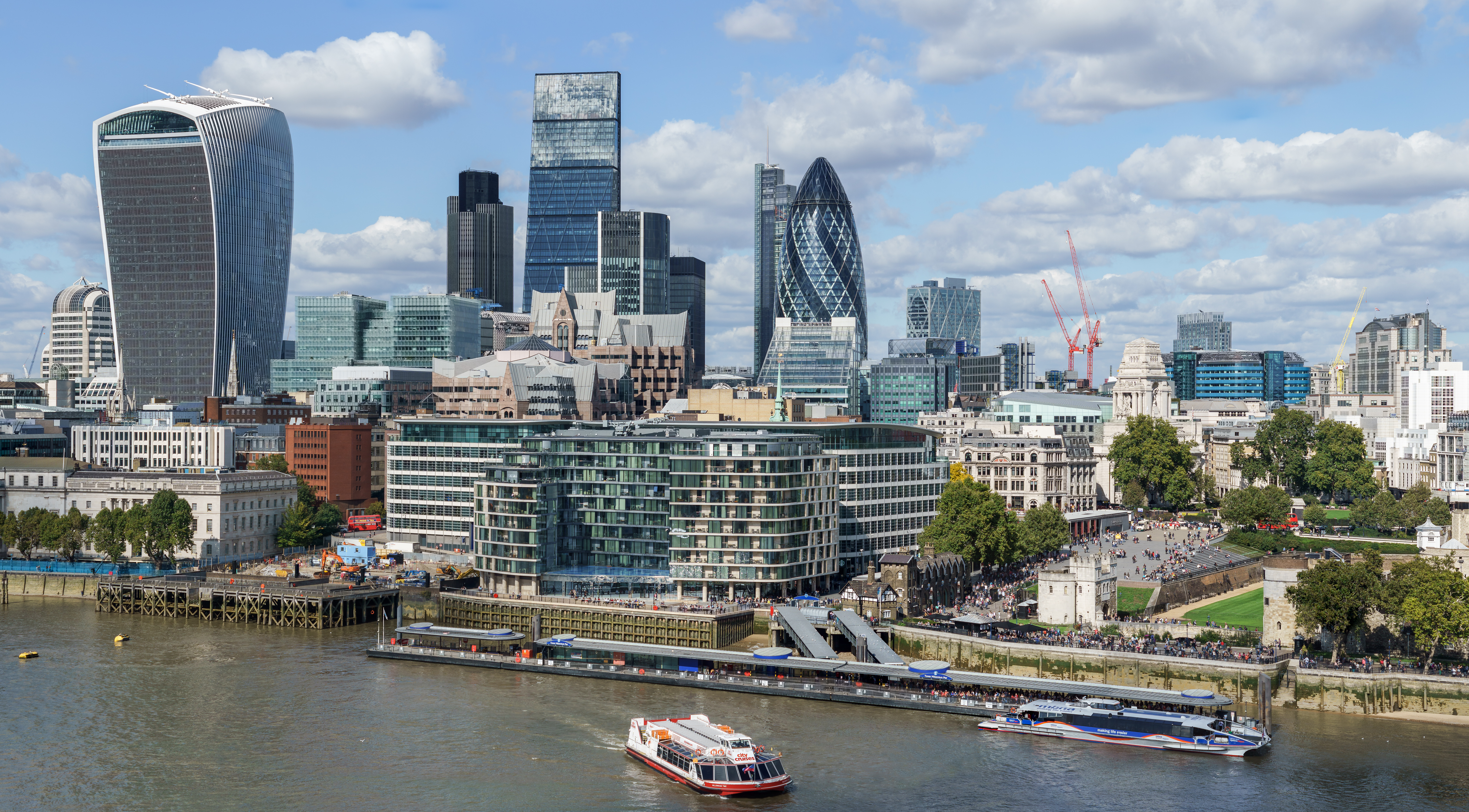
Thành phố Luân Đôn ("Quảng trường Mile") là một trong những trung tâm tài chính lâu đời nhất. London được xếp hạng là một trong những Trung tâm tài chính quốc tế lớn nhất ("IFC") trên thế giới.

Các IFC và nhiều RFC là các trung tâm tài chính dịch vụ đầy đủ với quyền truy cập trực tiếp vào các nguồn vốn lớn từ các ngân hàng, công ty bảo hiểm, quỹ đầu tư và thị trường vốn niêm yết và là thành phố lớn trên toàn cầu. Các OFC, và một số RFC, có xu hướng chuyên về các dịch vụ dựa trên thuế, chẳng hạn như các công cụ lập kế hoạch thuế của công ty, phương tiện trung lập về thuế,  và ngân hàng / chứng khoán vô hình, và có thể bao gồm các địa điểm nhỏ hơn (ví dụ: Luxembourg), hoặc các quốc gia thành phố (ví dụ Singapore). IMF lưu ý về sự chồng chéo giữa RFC và OFC (ví dụ Hồng Kông và Singapore là OFC và RFC). Từ năm 2010, các học giả coi OFC đồng nghĩa với thiên đường thuế. 

## Bối cảnh
Trung tâm tài chính là địa điểm tập trung nhiều công ty và con người tham gia vào ngân hàng, quản lý tài sản, bảo hiểm hoặc thị trường tài chính với các địa điểm và dịch vụ hỗ trợ cho các hoạt động này diễn ra. Những người tham gia có thể bao gồm các trung gian tài chính (như ngân hàng và môi giới), nhà đầu tư tổ chức (như nhà quản lý đầu tư, quỹ hưu trí, công ty bảo hiểm, quỹ phòng hộ) và nhà phát hành tài chính (như các công ty và chính phủ). Hoạt động giao dịch có thể diễn ra tại các địa điểm như trao đổi và liên quan đến thanh toán bù trừ, mặc dù nhiều giao dịch diễn ra tại quầy (OTC), đó là trực tiếp giữa những người tham gia. Các trung tâm tài chính thường tổ chức các công ty cung cấp một loạt các dịch vụ tài chính, ví dụ như liên quan đến sáp nhập và mua lại, chào bán công khai hoặc hoạt động của công ty; hoặc tham gia vào các lĩnh vực tài chính khác, như vốn cổ phần tư nhân và tái bảo hiểm. Dịch vụ tài chính phụ trợ bao gồm các cơ quan xếp hạng tín dụng, cũng như cung cấp các dịch vụ chuyên nghiệp liên quan, đặc biệt là tư vấn pháp lý và kế toán quản lý.